# باب لودویگ
باب لودویگ (انگلیسی: Bob Ludwig؛ زادهٔ ۱ ژانویه ۱۹۴۵) یک مهندس صدا، و مهندس اهل ایالات متحده آمریکا است.